# 安妮特 (電影)
《安妮特》（法語：Annette）是一部2021年法國、德國和比利時合拍的歌舞片，由李歐·卡霍執導並與火花二人組羅恩·梅爾、羅素·梅爾共同編寫劇本，亞當·崔佛、瑪莉安·歌迪雅、賽門·海柏格、黛文·邁道爾（Devyn McDowell）與安琪儿主演。講述一位脫口秀喜劇演員（崔佛飾演）和世界知名女高音妻子（歌迪雅飾演）迎來了第一個孩子安妮特（Annette，邁道爾飾演），女兒富有獨特天賦並為夫妻倆帶來意想不到的轉變。
《安妮特》2021年7月6日在第74屆坎城影展舉行全球首映後，隔日隨即法國上映。

## 演員
- 亞當·崔佛飾演亨利·麥亨利（Henry McHenry）[3]
- 瑪莉安·歌迪雅飾演安·德弗拉斯努（Ann Defrasnoux）
- 賽門·海柏格飾演伴奏者（The Accompanist）
- 黛文·邁道爾（Devyn McDowell）飾演安妮特（Annette）
- 安琪儿、水原希子和娜塔莉·曼德拉（英语：Natalie Mendoza）飾演六指控合唱團（Six Accuser Chorus）中的三人
- 福島莉拉和勞拉·詹森（英语：Laura Jansen）飾演護士
- 蕾貝卡·戴森-史密斯（Rebecca Dyson-Smith）飾演珍·史密斯（Jane Smith）
- 羅素·梅爾（英语：Russell Mael）飾演羅素·梅爾／噴射機飛行員（Russell Mael / Jet Pilot）
- 羅恩·梅爾（英语：Ron Mael）飾演羅恩·梅爾／噴射機飛行員（Ron Mael / Jet Pilot）
- 李歐·卡霍飾演李歐·卡霍（Leos Carax）
- 娜斯佳·卡霍（Nastaya Carax）飾演娜斯佳（Nastaya）
- 維姆·歐波羅克（英语：Wim Opbrouck）飾演廣播員
- 尼諾·波爾齊奧（英语：Nino Porzio）飾演蓋羅尼警長（Sheriff Garoni）
- 古館寬治（日语：古舘寛治）飾演醫生

## 製作
《安妮特》為法國導演李歐·卡霍的首部英語電影，亞當·崔佛、魯妮·瑪拉和蕾哈娜在2016年11月與片方洽談演出。拍攝計劃於2017年春季展開。2017年3月，亞馬遜影業收購了該片；然而，瑪拉和蕾哈娜不再參與。5月，蜜雪兒·威廉絲被選來取代瑪拉，拍攝此時定於7月開始。電影製作進度停滯不前，擔任編劇的羅恩和羅素·梅爾將此歸因於崔佛對《星際大戰》的承諾。拍攝開機時間延期至2019年夏季。
項目在2019年5月恢復開發，瑪莉詠·柯蒂亞將取代威廉絲。2019年10月，賽門·海柏格加入演出陣容。主要拍攝始於2019年8月，取景地點包括美國洛杉磯、比利時布魯塞爾和布魯日，以及德國明斯特、科隆與波恩等地。2019年11月宣告殺青。2020年1月，據透露，比利時歌手安琪儿已加入演出，細節保密。

## 音樂
電影配樂和原聲帶的第一首歌曲〈所以我們可以開始〉（So May We Start）於2021年5月28日發行。本片影星雖然沒有受過歌手訓練，但仍親自獻聲。第二首歌曲〈我們彼此如此相愛〉（We Love Each Other So Much）2021年6月25日發表於多項串流媒體。原聲帶《安妮特 (原聲帶坎城版精選)》（Annette (Cannes Edition - Selections from the Motion Picture Soundtrack)）以CD和雙黑膠唱片的形式透過公司讓索尼娛樂發行；原聲帶收錄了15首曲目。
電影配樂由火花二人組羅恩·梅爾和羅素·梅爾編構，片中也引用了原聲帶未收錄的樂團歌曲，如〈搖滾、搖滾、搖滾〉、〈謝謝但不謝〉、〈一路順風〉及〈歌劇前的平靜〉。

## 發行
《安妮特》2021年7月6日在第74屆坎城影展舉行全球首映。7月7日由UGC發行公司排定法國上映。2021年8月6日在美國有限上映，8月20日起上線串流平台Amazon Prime Video。2021年6月，電影在英國和愛爾蘭的發行權被串流平台MUBI收購。

## 反響
電影在影評界和觀眾間收穫正面居多的口碑。評論匯總網站爛番茄根據262條評論，該片新鮮度71%，均分6.7／10；該網站共識：「《安妮特》可謂一場介於鬧劇和幻想曲之間的夢幻細膩之舞、宏偉可笑的搖滾歌劇，極端情緒的實驗手法象徵導演李歐·卡霍雄心勃勃的回歸，否則了無新意。」在Metacritic上根據51篇影評，得分67，代表「普遍好評」。

## 外部連結
- 互联网电影数据库（IMDb）上《安妮特》的资料（英文）